# Ivan Generalić
Ivan Generalić (ur. 21 grudnia 1914 w Hlebine, zm. 27 listopada 1992 w Koprivnicy) – chorwacki malarz naiwny, uważany za czołowego przedstawiciela prymitywizmu w swoim kraju i za jednego z najwybitniejszych przedstawicieli tego gatunku na świecie.

## Życiorys
Generalić urodził się w niewielkiej miejscowości w regionie Podrawie. Już w dzieciństwie zdradzał uzdolnienia plastyczne, a w szkole podstawowej najbardziej lubił zajęcia plastyczne. Przełomowym punktem w jego życiu okazało się spotkanie w 1930 z profesorem akademii sztuk pięknych Krsto Hegedušiciem. W roku następnym w Zagrzebiu została zorganizowana pierwsza wystawa prac młodego artysty.
W 1934 Generalić ożenił się z Anką Kolarek; w 1936 urodził się im syn Josip. W 1945 Generalić został członkiem ULUH (związku artystów chorwackich).
W 1953 wystawił swoje obrazy w Paryżu, gdzie przez dwa miesiące mieszkał i pracował, a także zwiedzał muzea i galerie.
W 1975, po śmierci żony, przeniósł się do Sigetecu, wioski położonej w pobliżu jego rodzinnej miejscowości. Ożenił się po raz drugi.
Generalić wychował liczne grono następców (m.in. Franjo Mraz, Mirko Virius, Franjo Filipović, Dragan Gazi, syn Josip Generalić, Mijo Kovačić, Martin Mehkek i Ivan Večenaj). Zmarł w 1992 w Koprivnicy. Pochowany został w Sigetecu.

## Wystawy (wybór)
Pierwsza krajowa wystawa prac artysty miała miejsce w 1931, pierwsza międzynarodowa – w 1934 w Sofii, a po wojnie – w 1947 w Moskwie i Leningradzie.
- 1931 – III izlozba Zemlje, Umjetnicki paviljon (Zagrzeb),
- 1932 – IV izlozba Zemlje, Umjetnicki paviljon (Zagrzeb),
- 1934 – V izlozba Zemlje, Umjetnicki paviljon (Zagrzeb), Noviti hudoznici – Druzestvo Zemlja, Galerija Preslav (Sofia),
- 1936 – Generalić, Mraz, Virius, Salon Ulrich (Zagrzeb),
- 1937 – Skupina sondobych chorvatskych maliru (Praga),
- 1947 – Izlozba jugoslavenskih slikara naivaca (Moskwa, Leningrad),
- 1948 – Jugoslavenski slikari naivci (Kraków, Warszawa, Bratysława, Praga),
- 1953 – Generalic, Salon Yougoslave (Paryż),
- 1954 – III bienale International, Museu de Arte Moderna (São Paulo),
- 1958 – Suvremena jugoslavenska umjetnost, Gradska galerija (Dubrownik, Coventry, Manchester, Lancaster), 50 Ans d’Art Moderne, Exposition Universalle (Bruksela), Art et travail, Palais des expositions (Charleroi),
- 1959 – Palais des beaux arts (Bruksela),
- 1961 – „Das Naive Bild der Welt”, Staatlische Kunsthalle (Baden-Baden), Historisches Museum (Frankfurt nad Menem), „Contemporary Yugoslav Primitive Painters”, Arthur Jeffers Gallery (Londyn), „Pintores populares Jugoslavos”, Galeria Barcinski (Rio de Janeiro)
- 1962 – Yugoslav Modern Primitives Paintings”, National Gallery of Scottland,
- 1963 – „Narodnjie hudožniki primitivistlji Jogoslavii”, Ermitaż (Leningrad), Muzeum im. Puszkina (Moskwa), „Naive Kunst in Jugoslawien”, Akademie der bildenden Kunste (Wiedeń),
- 1964 – „Naive Malerei in Jugoslawien”, Matildahohe (Darmstadt), Museum am Ostwall (Dortmund), Kunsthaus (Hamburg), „Der Lusthof der Naiven”, Boymans Museum (Rotterdam),
- 1965 – „The Hlebine School”, Mercury Gallery (Londyn),
- 1966 – „Kunst der Naiven in Jugoslawien”, Stadtmuseum (Monachium), „International Naive Art”, Gallery La Boetie (Nowy Jork),
- 1968 – „Ivan und Josip Generalić”, Galerie für moderne Kunst (Bazylea), „Peintres naifs”, Galerie d’art moderne (Bazylea), „Pittori naifs Jugoslavi”, Galleria Rotta (Genua), „Arte naif de Yugoslavia”, Museo de arte moderno (Meksyk), „Naive Kunst uit Joegoslavie”, Albert Dorne Gallery (Amsterdam),
- 1969 – „Naive Kunst aus Jugoslawien”, Gutenberg Museum (Moguncja), „Jugoslawische Naive Kunst”, Galerie Pro Arte & Urban Galerie (Bazylea), „Yugoslav Naive Paintres”, Park Lane Show Room (Londyn), „Yugoslav naive paintings and sculpture”, A.A. Rockefeller folk art collection, Williamsburg (Wirginia, USA), Hackley Art Gallery, Muskegon (Michigan, USA), „Naive Kunst”, Hotel Intercontinental (Frankfurt nad Menem), „L’art Naif”, Hilton (Bruksela), „Tentoonsteling Naieve Kunst”, Hilton (Rotterdam),
- 1970 – „I naifs Jugoslavi”, Galleria Ars (Wenecja), „Painters of Europe to day”, University of Wyoming (Laramie), Canadian Glenbow Foundation (Calgary), Scardale (Nowy Jork), University of Delaware (Newark).
- 1971 – „Ivan Generalić-retrospektiva”, Galerija, Hlebine, „Ivan et Josip Generalić”, Galerie Motte (Genewa; wspólnie z synem), „Peintres naives Yougoslaves”, Galerie Mona Lisa (Paryż), „L’art en Yougoslavie de la prehistoire a nos jours”, Grand palais (Paryż).
- 1972 – „Jugoslawische Naive Malerei”, Galerie für naive Kunst Charlotte (Monachium), „Naive Malerei aus Jugoslawien”, Zimmergalerie (Düsseldorf), „Pittori naifs Jugoslavi e Francesi”, Galleria La Viscontea, Rho (Mediolan), „Pittori Jugoslavi e Francesi”, Salone delle Arti Domestiche (Turyn), „Naive aus Jugoslawien”, Sammlung Holzinger (Monachium).

## Obrazy (wybór)
- 1934 – Rekvizicija (Rekwizycja)
- 1938 – Krave u šumi (Krowy w lesie)
- 1939 – Žeteoci (Żniwiarze)
- 1939 – Pejzaž (Pejzaż)
- 1956 – Jelen u šumi (Jeleń w lesie)
- 1959 – Smrt Viriusa (Śmierć Viriusa)
- 1959 – Drvosječe (Drwale)
- 1960 – Poplava (Powódź)
- 1975 – Autoportret[2]